# Jane Eyre (2011)
Jane Eyre is een Brits-Amerikaans romantisch kostuumdrama uit 2011 onder regie van Cary Fukunaga. De film is gebaseerd op de gelijknamige roman van Charlotte Brontë. De hoofdrollen worden vertolkt door Mia Wasikowska en Michael Fassbender.

## Verhaal
Na een ellendige jeugd wordt Jane Eyre gouvernante. Ze woont in Thornfield Hall, waar ze Edward Fairfax Rochester ontmoet, de cynische en kille hoofdbewoner van het landhuis. Ondanks hun verschil in leeftijd en stand ontwikkelen de twee een intieme relatie, maar dan ontdekt Jane dat Rochester een duister geheim voor haar verborgen hield.

## Rolverdeling
| Acteur             | Personage                |
| ------------------ | ------------------------ |
| Mia Wasikowska     | Jane Eyre                |
| Michael Fassbender | Edward Fairfax Rochester |
| Jamie Bell         | St. John Rivers          |
| Judi Dench         | Mrs. Fairfaix            |
| Sally Hawkins      | Mrs. Reed                |
| Holliday Grainger  | Diana Rivers             |
| Tamzin Merchant    | Mary Rivers              |
| Simon McBurney     | Mr. Brocklehurst         |
| Imogen Poots       | Blanche Ingram           |
| Sophie Ward        | Lady Ingram              |
| Su Elliot          | Hannah                   |
| Jayne Wisener      | Bessie Lee               |
| Harry Lloyd        | Richard Mason            |

## Prijzen en nominaties
| Prijs         | Categorie            | Genomineerde(n)  | Resultaat   |
| ------------- | -------------------- | ---------------- | ----------- |
| Academy Award | Beste kostuumontwerp | Michael O'Connor | Genomineerd |
| BAFTA Award   | Beste kostuumontwerp | Michael O'Connor | Genomineerd |